# Vilhelmus Magni
Vilhelmus Magni, kallad Welam Månsson eller Wilom Månsson, död juli 1612, var en svensk präst.

## Biografi
Vilhelmus Magni blev 1604 kyrkoherde i Västerviks församling. Han flydde i juli 1612 från danskarnas härjning under Daniel Ranzows ledning, då Västerviks stad och Sankta Gertruds kyrka brann upp. Vilhelmus Magni flydde till Röslaskogen där han avled vid juli 1612.

### Familj
Vilhelmus Magni var gift med Karin Ersdotter.